# Camí de Puigmaçana

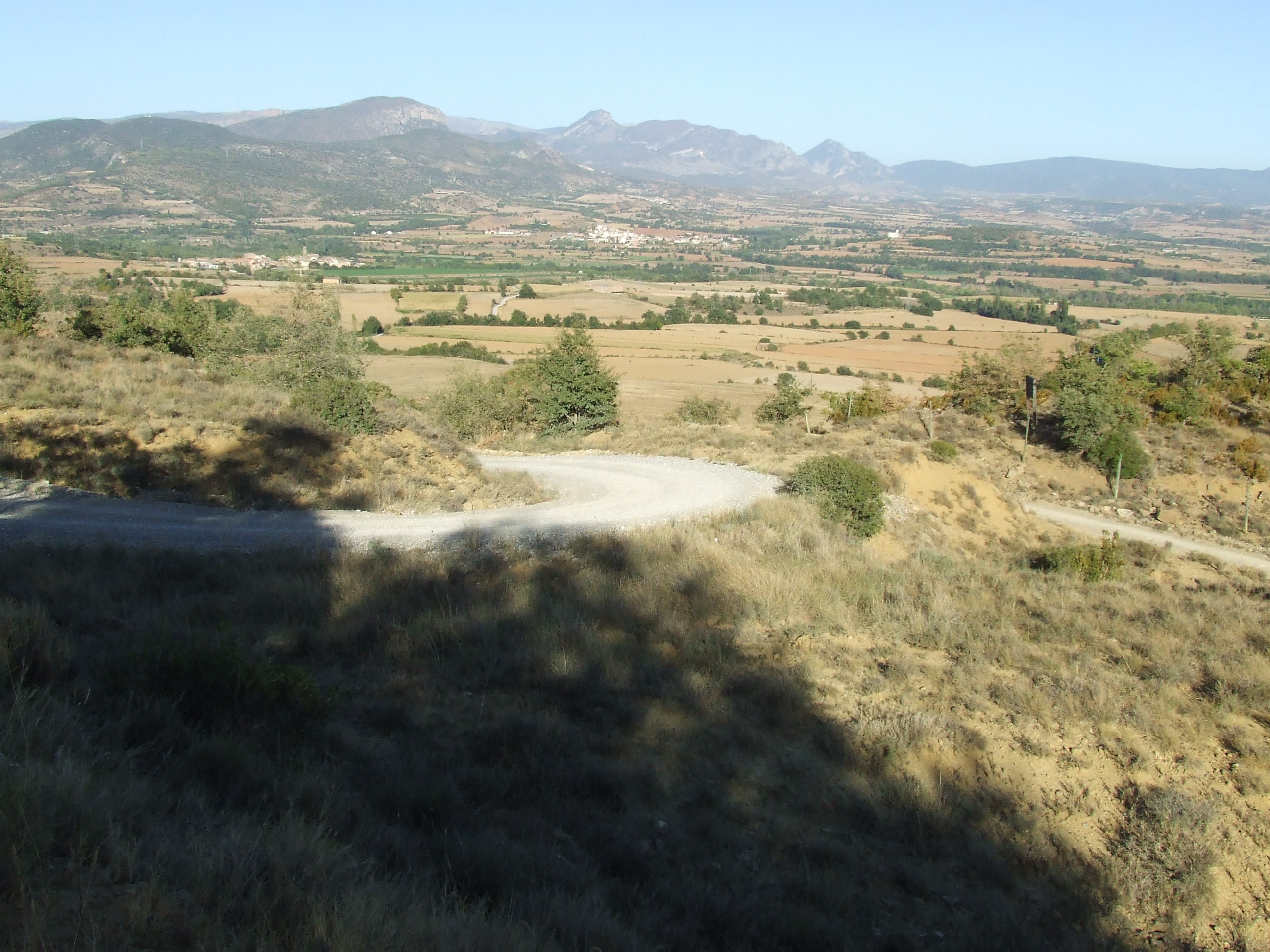
Part superior del camí, a prop del poble de Puigmaçana

El Camí de Puigmaçana és un camí que discorre pels termes municipals de Castell de Mur, a l'antic terme de Mur, i de Talarn, al Pallars Jussà.Pren el nom de l'antic poble de Puigmaçana, que és on mena aquest camí.
Arrenca de la carretera C-13 al sud de Palau de Noguera, al costat de llevant de Casa Granotes. Passa a ran d'aquesta casa, i comença a enfilar-se cap al sud-oest, fent revolts, passa entre el Tros de Casa -nord- i Moregat -sud-, i travessa per un pont les vies del ferrocarril de la línia Lleida - la Pobla de Segur. Tot seguit, passa per llevant i sud de lo Serrat del Rei, recorre tot el nord de la partida de Morellols, el sud de la partida de les Salades, deixa al sud Morellols de Vellós i lo Camp i passa per damunt de la capçalera del barranc de l'Espona, moment en què abandona el terme de Talarn i entra en el de Castell de Mur, en territori de Puigmaçana.
Passat aquest barranc, deixa la direcció oest, que estava seguint des de la Casa Granotes, i gira per agafar la direcció nord. Tot seguit troba a l'esquerra, sud-oest, l'arrencada del Camí de la Masia de Claverol, ressegueix tota la partida de Claverol pel costat de llevant i, en arribar a l'altura del Corral del Sastre, gira cap a llevant, s'enfila dalt del serrat i arriba al Camí de Cabicerans i a l'antic poble de Puigmaçana.